# Megaselia abstinens
Megaselia abstinens är en tvåvingeart som beskrevs av Borgmeier 1967. Megaselia abstinens ingår i släktet Megaselia och familjen puckelflugor.
Artens utbredningsområde är Filippinerna. Inga underarter finns listade i Catalogue of Life.